# Blountsville (Alabama)
Blountsville è un comune degli Stati Uniti d'America situato nella contea di Blount dello Stato dell'Alabama.